# Super Bowl LI
Match précédent Match suivant
Le Super Bowl LI est la dernière rencontre de football américain de la saison 2016 de la NFL. Décisive, elle désigne le champion de la National Football League. Il s'agit de la 51e édition du Super Bowl et de la 47e de l'ère moderne organisée par la National Football League. Le match a lieu le 5 février 2017 au NRG Stadium de Houston, dans l'État du Texas, aux États-Unis. Il oppose les Patriots de la Nouvelle-Angleterre, champions de l'American Football Conference (AFC), aux Falcons d'Atlanta, champions de la National Football Conference (NFC).
Le Super Bowl LI au cours duquel plus de 30 records individuels et par équipe ont été battus ou égalés, voit la victoire des Patriots de la Nouvelle-Angleterre qui domine les Falcons d'Atlanta après prolongation sur le score de 34 à 28. Menés de 25 points, l'équipe de Tom Brady et Bill Belichick réalise le plus important retour de l'histoire du Super Bowl.
Le spectacle de la mi-temps du Super Bowl est assuré par Lady Gaga laquelle avait chanté l'hymne national lors du Super Bowl précédent. Le chanteur de country Luke Bryan est le premier homme à avoir l'honneur de chanter l'hymne national en lever de rideau depuis Billy Joel lors du Super Bowl XLI.

## Préparation de l'événement

### Désignation de la ville hôte
À la fin de la réunion d'hiver de la ligue en 2012, la National Football League (NFL) indique par son commissaire Roger Goodell que les finalistes pour accueillir le Super Bowl 50 sont les sites de San Francisco et du sud de la Floride, le stade des Dolphins de Miami ; et que le site de Houston est le finaliste pour le Super Bowl LI contre le vaincu du premier duel. La NFL sélectionne la ville hôte pour les Super Bowls 50 et LI lors de la réunion des propriétaires des franchises NFL à Boston le 21 mai 2013. Le Levi's Stadium de San Francisco est sélectionné pour accueillir le Super Bowl 50 ; et le NRG Stadium est préféré au Hard Rock Stadium pour l'organisation du Super Bowl LI.

### Stade

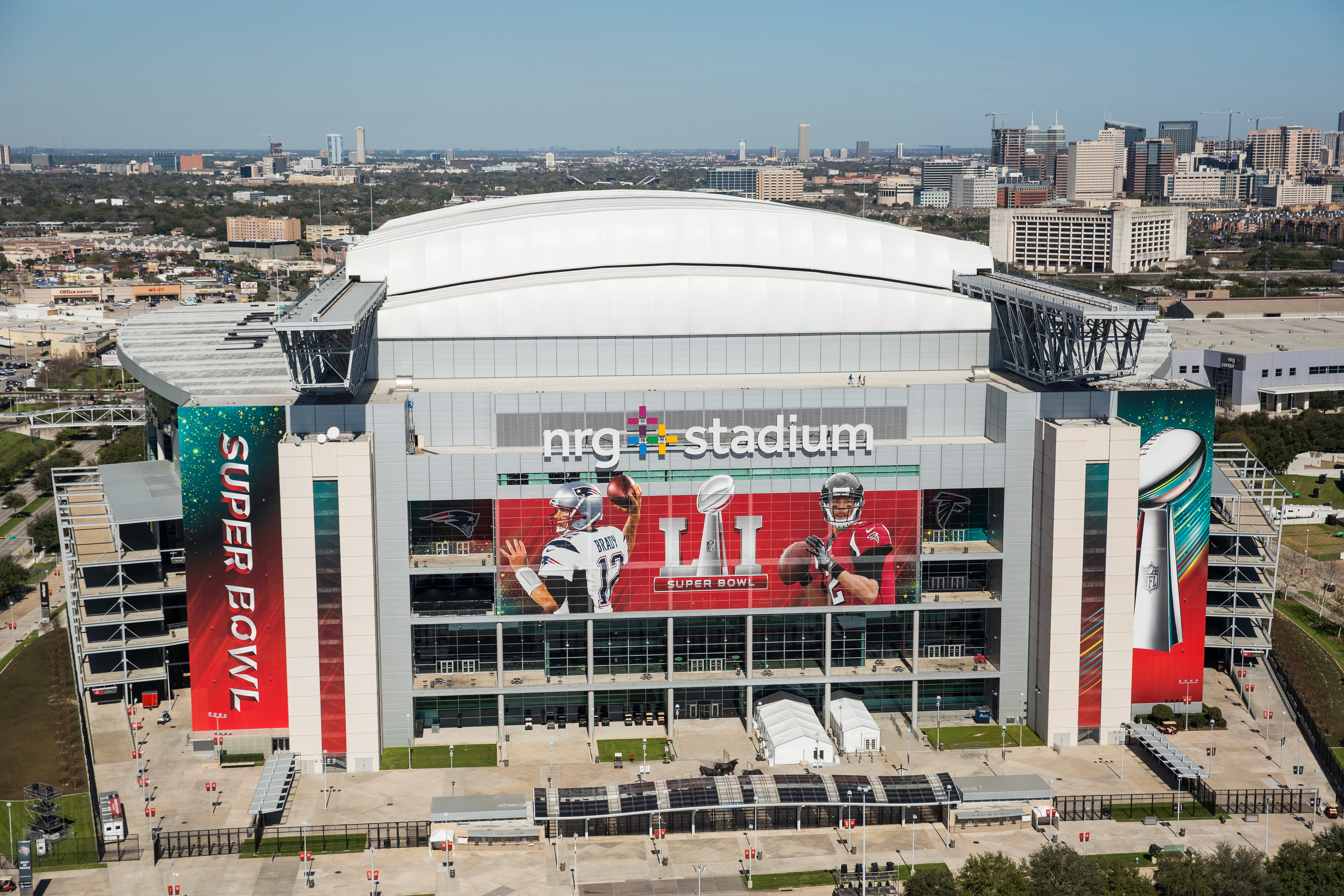
Devanture du NRG Stadium le 31 1 2017, spécialement décorée aux couleurs du Super Bowl.

Le NRG Stadium de Houston abrite l'équipe des Texans de Houston en NFL et celle des Cougars de Houston en NCAA. Chaque année, il accueille également le Texas Bowl et le plus grand rodéo du monde, le Houston Livestock Show and Rodeo (HLSR). L'enceinte dispose d'un toit rétractable ainsi que de larges baies vitrées ce qui en avait fait un stade moderne et innovant. Il propose 71 795 places assises en configuration ordinaire ainsi que deux écrans géants de 1 351 m2. La pelouse est en gazon synthétique.
Le NRG Stadium accueille son deuxième Super Bowl après l'édition XXXVIII qui s'y est disputée le 1er février 2004. Les Patriots de la Nouvelle-Angleterre avaient remporté l'édition en battant les Panthers de la Caroline. Le spectacle de la mi-temps de ce Super Bowl est entré dans l'histoire avec le scandale du Nipplegate impliquant la chanteuse Janet Jackson et le chanteur Justin Timberlake.

### Arbitrage
Les huit arbitres sélectionnés pour le Super Bowl LI sont :
- Arbitre principal : Carl Cheffers (51) ;
- Juge de mêlée : Dan Ferrell (64) ;
- Juge de chaîne : Kent Payne (79) ;
- Juge de ligne : Jeff Seeman (45) ;
- Juge de champ : Doug Rosenbaum (67) ;
- Juge de côté : Dyrol Prioleau (109) ;
- Juge de champ arrière : Todd Prukop (30) ;
- Arbitre vidéo : Tom Sifferman.

### Présentation de la rencontre
Le Super Bowl LI oppose les Patriots de la Nouvelle-Angleterre aux Falcons d'Atlanta. Entraînés par Bill Belichick, les Patriots ont terminé la saison régulière avec 14 victoires pour seulement deux défaites avant de dominer les autres équipes de l'American Football Conference en phase finale. De son côté, les Falcons sont entraînés par Dan Quinn. Après une saison régulière conclue avec 11 victoires pour cinq défaites, Atlanta a créé la surprise avec son attaque explosive et dominées les autres équipes de la National Football Conference. Si les Patriots sont donnés favoris par les parieurs, de nombreux spécialistes croient en la victoire des Falcons d'Atlanta.
Ce Super Bowl oppose, pour la sixième fois depuis 1970, la meilleure attaque de NFL, Atlanta à la meilleure défense de NFL, la Nouvelle-Angleterre. Historiquement, la meilleure défense a remporté quatre des cinq précédents duels,. Les deux équipes se sont rencontrées à treize reprises dans leur histoire, avec un bilan positif de sept victoires pour les Patriots. Les Falcons n’ont plus battu les Patriots depuis le 8 novembre 1998 en 10e semaine de saison régulière dans un succès 41 à 10 d'Atlanta. La dernière rencontre a eu lieu le 29 septembre 2013 lors de la 4e semaine de saison régulière : victoire de la Nouvelle-Angleterre 30 à 23.

### Choix des maillots
Au Super Bowl, l'équipe de la NFC reçoit lors des éditions impaires et l'AFC les éditions paires. Puisqu'il s'agit du 51e Super Bowl, Atlanta est considérée comme l'équipe jouant à domicile et a le choix de sa tenue. Les Falcons choisissent leurs maillots rouges et pantalons blancs,. Les Patriots portent donc leurs maillots blancs qu'ils utilisent habituellement lors des matchs en déplacement.

## Présentation des équipes

### Falcons d'Atlanta
Les Falcons d'Atlanta terminent la saison régulière 2016 avec un bilan de 11 victoires pour 5 défaites. Tête de série no 2 de la NFC, leur dernière participation en phase finale remonte à la saison 2012. Vainqueur des Packers de Green Bay en finale de la National Football Conference (NFC), la franchise d'Atlanta se qualifie se qualifie pour la deuxième fois de son histoire au Super Bowl. La première apparition des Falcons s'est conclue par une défaite sur le score de 19 à 34 contre les Broncos de Denver lors de l'édition XXXIII.
| Edition           | Date            | Lieu                      | Adversaire        | G/P | Score   | Quarterback    | Entraîneur |
| ----------------- | --------------- | ------------------------- | ----------------- | --- | ------- | -------------- | ---------- |
| Super Bowl XXXIII | 31 janvier 1999 | Pro Player Stadium, Miami | Broncos de Denver | P   | 19 - 34 | Chris Chandler | Dan Reeves |

L'entraîneur principal de l'équipe est Dan Quinn, ancien coordinateur défensif des Seahawks de Seattle qui est dans sa deuxième saison à ce poste. Il dispute son troisième Super Bowl en quatre ans. Sous ses ordres, les Falcons possèdent la meilleure attaque de la ligue avec 540 points inscrits. L'attaque est guidée par le quarterback vétéran Matt Ryan (9e année au sein de la NFL). Impressionnant tout au long de la saison, Ryan est sélectionné pour la 4e fois de sa carrière au Pro Bowl après avoir obtenu la meilleure évaluation du quarterback de la saison avec 117,1. S'il ne se classe que 9e au niveau des passes complétées (373), Matt Ryan termine la saison régulière au deuxième rang quant au nombre de yards gagnés à la passe (4 944 yards) et de nombre de touchdowns inscrits à la passe (38).
La cible favorite de Matt Ryan est sans conteste le wide receiver Julio Jones. La vedette de la franchise a réceptionné 83 passes pour un gain global de 1 409 yards (deuxième de la NFL) et inscrit 6 touchdowns. Cependant, Ryan a bénéficié de nombreuses autres options comme les deux nouveaux receveurs Mohamed Sanu (59 réceptions pour 653 yards) et Taylor Gabriel (35 réceptions pour 579 yards et 6 touchdowns). Au cœur de la ligne offensive, le centre Alex Mack, sélectionnée pour la 4e fois au Pro Bowl, est l'un des éléments clefs de l'attaque des Falcons. En plus d'avoir la meilleure production à la course de son équipe avec 1 078 yards, 11 touchdowns marqués et une moyenne de 4,8 yards par course, le running back Devonta Freeman s'est révélé comme un excellent receveur avec 54 passes attrapées pour 462 yards et deux touchdowns. Dans la rotation à ce poste, Tevin Coleman a fait ses preuves tant à la course (520 yards) qu'à la réception (31 réceptions pour 421 yards), pour marquer un total de onze touchdowns.
Les Falcons possèdent également de bonnes équipes spéciales emmenées par le vétéran KR Eric Weems. Ce dernier retournera 24 punts pour un gain global de 273 yards (moyenne de 11,4 yards par retour soit la 6e meilleur moyenne de la NFL). À cela, il faut également lui ajouter 391 yards gagnés sur retour de kickoffs. K Matt Bryant a inscrit 158 points (1er de la NFL) et est classé 3e au niveau du pourcentage des field goal réussis (91.8 %).
La ligne défensive est dirigée par DE Adrian Clayborn (5 sacks et 1 fumble recouvert) et par le vétéran DE Dwight Freeney (18e au classement historique de la NFL avec 122,5 sacks). LB Vic Beasley avec ses 15,5 sacks (1er sackeur de la saison) et ses 6 fumbles, est le seul joueur défensif d'Atlanta sélectionné au Pro Bowl. Le rookie LB Deion Jones a également eu un grand impact sur son équipe avec ses 108 tacles cumulés et ses 3 interceptions (meilleur de son équipe). La secondary est emmenée par S Keanu Neal (106 tacles combinés et 5 fumbles) et S  Ricardo Allen (90 tacles cumulés et 2 interceptions). Néanmoins, la défense ne se situe que 27e au nombre de points concédés (405 points).

### Patriots de la Nouvelle-Angleterre
Après avoir battu les Steelers de Pittsburgh à domicile en finale de conférence AFC, les Patriots atteignent pour la neuvième fois le Super Bowl ce qui constitue un record puisque les Steelers de Pittsburgh et les Cowboys de Dallas ne comptent que huit participations. Il s'agit aussi de leur seconde participation sur les trois dernières saisons et la septième sous la direction de leur entraîneur principal Bill Belichick.
| Edition            | Date             | Lieu                                     | Adversaire              | G/P | Score   | Quarterback(s)          | Entraîneur     |
| ------------------ | ---------------- | ---------------------------------------- | ----------------------- | --- | ------- | ----------------------- | -------------- |
| Super Bowl XX      | 26 janvier 1986  | Louisiana Superdome, La Nouvelle-Orléans | Bears de Chicago        | P   | 10 - 46 | Steve Grogan/Tony Eason | Raymond Berry  |
| Super Bowl XXXI    | 26 janvier 1997  | Louisiana Superdome, La Nouvelle-Orléans | Packers de Green Bay    | P   | 21 - 35 | Drew Bledsoe            | Bill Parcells  |
| Super Bowl XXXVI   | 3 février 2002   | Louisiana Superdome, La Nouvelle-Orléans | Rams de Saint-Louis     | G   | 20 - 17 | Tom Brady               | Bill Belichick |
| Super Bowl XXXVIII | 1er février 2004 | Reliant Stadium, Houston                 | Panthers de la Caroline | G   | 32 - 29 | Tom Brady               | Bill Belichick |
| Super Bowl XXXIX   | 6 février 2005   | Alltel Stadium, Jacksonville             | Eagles de Philadelphie  | G   | 24 - 21 | Tom Brady               | Bill Belichick |
| Super Bowl XLII    | 3 février 2008   | University of Phoenix Stadium, Phoenix   | Giants de New York      | P   | 14 - 17 | Tom Brady               | Bill Belichick |
| Super Bowl XLVI    | 5 février 2012   | Lucas Oil Stadium, Indianapolis          | Giants de New York      | P   | 17 - 21 | Tom Brady               | Bill Belichick |
| Super Bowl XLIX    | 1er février 2015 | University Of Phoenix Stadium, Arizona   | Seahawks de Seattle     | G   | 28 - 24 | Tom Brady               | Bill Belichick |

L'entraîneur Bill Belichick détient plusieurs records : le plus grand nombre de participations au Super Bowl comme entraîneur principal avec sept et au total avec dix, ainsi que le record du plus grand nombre de matchs gagnés en phase finale avec vingt-quatre succès sur trente-cinq rencontres,.
De son côté, le quarterback Tom Brady accède à son 7e Super Bowl ce qu'aucun joueur n'avait jamais réussi de toute l'histoire de la NFL. Il détient, avant de jouer le Super Bowl LI, plusieurs records au niveau du Super Bowl:
- nombre de passes tentées : 247 (le 2e est Peyton Manning avec 155 en 4 SB)
- nombre de passe complétée sur un SB : 37 lors du SB XLIX (le 2e est Peyton Manning avec 34 lors du SB XLVIII)
- nombre de passes complétées : 164 - (le 2e est Peyton Manning avec 103 en 4 SB)
- nombre de yards gagnés : 1605 - (le 2e est Kurt Warner avec 1156 yards en 3 SB)
- nombre de touchdowns à la passe : 13 - (le 2e est Joe Montana avec 11 touchdowns en 4 SB)

New England avait obtenu au moins 12 victoires lors de chaque saison au cours des années 2010. La saison 2016 ne fut pas différente. Malgré la suspension pour quatre matchs de leur quarterback titulaire Tom Brady et l'absence sur blessure à partir de la mi-saison de leur emblématique tight end Rob Gronkowski, les Patriots signent un bilan de 14 victoires pour 2 défaites (contre les Bills de Buffalo en semaine 4 et les Seahawks de Seattle en semaine 10). Ils ont inscrit un total de 441 points (3e meilleur total de la NFL) tandis qu'ils n'en ont concédé que 250 (1er en NFL).
Brady a manqué les quatre premiers matchs de la saison régulière à la suite d'une suspension consécutive à l'affaire du Deflategate. Il sera remplacé par Jimmy Garoppolo et Jacoby Brissett, ceux-ci ayant débuté chacun deux matchs comme titulaire. Après cette suspension, Brady reprend les commandes de son attaque et parvient à obtenir sa 12e sélection pour le Pro Bowl. Il compile 3 554 yards à la passe, 28 touchdowns et seulement 2 interceptions. Il est classé second au classement des quarterbacks de la NFL avec une évaluation du quarterback de 112,2. Le meilleur receveur de la franchise est Julian Edelman lequel réceptionne 98 passes pour un gain global de 1 106 yards tout en retournant 135 punts pour son équipe. Les deux autres receveurs Chris Hogan (38 réceptions pour 680 yards) et Malcolm Mitchell (32 réceptions pour 401 yards) présentent également de beaux bilans.
Rob Gronkowski a, quant à lui, réceptionné 25 passes pour un gain de 540 yards avant de se blesser lors du huitième match de la saison. Remplacé au poste de tight end titulaire par Martellus Bennett pour le reste de la saison, ce dernier effectue 55 réceptions pour un gain global de 701 yards tout en inscrivant sept touchdowns à la réception (plus grand nombre de son équipe). Le running back LeGarrette Blount est le meilleur coureur de son équipe avec 1 168 yards. Il inscrit 18 touchdowns (meilleur score de la ligue). Il est aidé également par James White lequel gagne 166 yards à la course avec également 60 réceptions pour un gain de 551 yards. Dion Lewis complète le trio avec un gain non négligeable de 283 yards à la course et 94 yards à la suite de 17 réceptions.
Malgré le départ de Jamie Collins vers les Browns de Cleveland à la mi-saison, la ligne défensive des Patriots sera bien emmenée par Trey Flowers (7 sacks - meilleur de l'équipe) et Jabaal Sheard (5 sacks). Le LB Dont'a Hightower compile 65 tacles et 2,5 sacks ce qui lui permet d'être sélectionné pour son 1er Pro Bowl. LB Rob Ninkovich n'est pas en reste avec un bilan de 34 tacles, deux fumbles forcés et quatre sacks. Au niveau de la secondary, CB Malcolm Butler réussi quatre interceptions (le meilleur score de son équipe) tandis que CB Logan Ryan en cumule deux tout en comptabilisant le plus grand nombre de tacle (73) de son équipe. S Devin McCourty est classé no 2 de son équipe avec 83 tacles et une interception. Il obtient une troisième sélection au Pro Bowl. L'équipe spéciale a été emmenée par WR Matthew Slater lequel obtient comme récompense une sixième sélection consécutive au Pro Bowl.

## Avant-match
Les Patriots séjournent au JW Marriott Houston et s’entraînent au complexe de l'université de Houston tandis que les Falcons résident au Westin Houston Memorial City tout en s'entraînant au complexe de l'université de Rice.
Le récent vice-président des États-Unis Mike Pence est présent dans les tribunes. Il recueille les sifflets d'une partie du public. L'ancien président des États-Unis George H. W. Bush est présent lors du tirage au sort en compagnie de son épouse, l'ancienne First Lady Barbara Bush. Il apparaît en chaise roulante après sa récente sortie d'hôpital.

## Déroulement du match

### Joueurs titulaires alignés en début de match

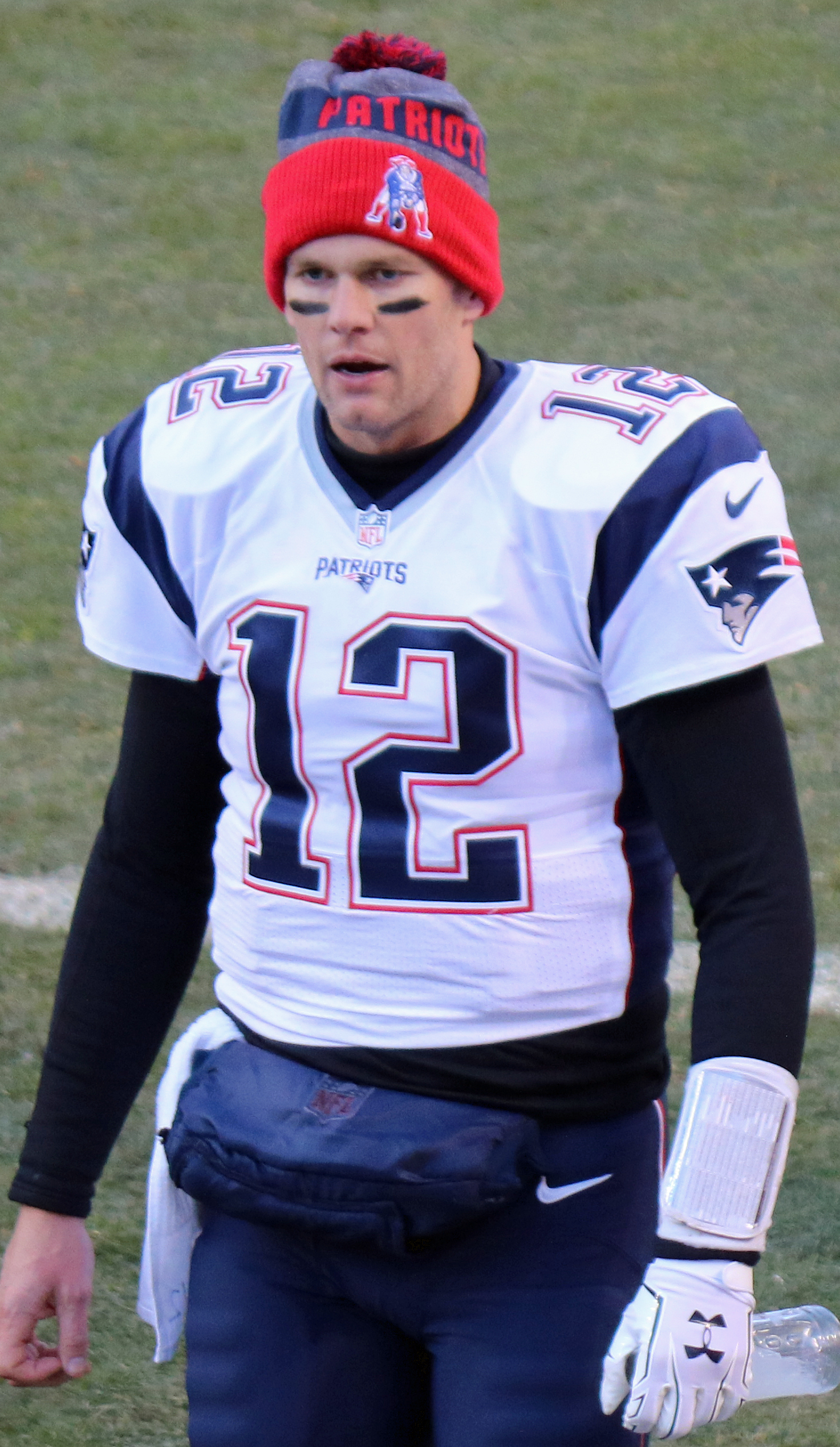
Tom Brady, meilleur joueur du Super Bowl LI.

| Patriots de la Nouvelle-Angleterre | Postes | Falcons d'Atlanta  |
| ---------------------------------- | ------ | ------------------ |
| Attaque                            |        |                    |
| Julian Edelman                     | WR     | Julio Jones        |
| Nate Solder                        | OT     | Jake Matthews      |
| Joe Thuney                         | LG     | Andy Levitre       |
| David Andrews                      | C      | Alex Mack          |
| Shaq Mason                         | RG     | Chris Chester      |
| Marcus Cannon                      | RT     | Ryan Schraeder     |
| Martellus Bennett                  | TE     | Austin Hooper      |
| Chris Hogan                        | WR     | Mohamed Sanu       |
| Tom Brady                          | QB     | Matt Ryan          |
| LeGarrette Blount                  | RB     | Devonta Freeman    |
| James Develin                      | RB     | Patrick DiMarco    |
| Défense                            |        |                    |
| Chris Long                         | DE     | Dwight Freeney     |
| Alan Branch                        | DT     | Courtney Upshaw    |
| Malcom Brown                       | DT     | Grady Jarrett      |
| Trey Flowers                       | DE     | Ra'Shede Hageman   |
| Elandon Roberts                    | OLB    | Vic Beasley        |
| Dont'a Hightower                   | ILB    | Deion Jones        |
| Rob Ninkovich                      | OLB    | De’Vondre Campbell |
| Logan Ryan                         | CB     | Robert Alford      |
| Patrick Chung                      | SS     | Keanu Neal         |
| Devin McCourty                     | FS     | Ricardo Allen      |
| Malcolm Butler                     | CB     | Jalen Collins      |

### Résumé et évolution du score
| - Stade : NRG Stadium, Houston, Texas - Date : 5 février 2017 - Heure : 17 h 30 locales (UTC−06:00) - Météo : toiture rétractable (laissée ouverte), ciel nuageux - Assistance : 70 807 spectateurs - Arbitre : Carl Cheffers | \| Quart-temps : \| Q1 \| Q2 \| Q3 \| Q4 \| ET \| Total \| \| ------------------------- \| -- \| -- \| -- \| -- \| -- \| ----- \| \| Nouvelle-Angleterre (AFC) \| 0 \| 3 \| 6 \| 19 \| 6 \| 34 \| \| Atlanta (NFC) \| 0 \| 21 \| 7 \| 0 \| 0 \| 28 \| Notes : Résumé vidéo, Statistiques complètes |    |    |    |    |       |
| Quart-temps : | Q1 | Q2 | Q3 | Q4 | ET | Total |
| Nouvelle-Angleterre (AFC) | 0 | 3  | 6  | 19 | 6  | 34    |
| Atlanta (NFC) | 0 | 21 | 7  | 0  | 0  | 28    |

Le Super Bowl LI se déroule au NRG Stadium de Houston sous une température clémente de 76 °F (24,4 °C), un taux d'humidité de 66%, un vent de SSE de 14 mph (22,5 km/h) et un ciel partiellement nuageux permettant de laisser le toit du stade ouvert.
Le match démarre doucement et lors du premier quart-temps les deux défenses et leur pass-rush prennent le dessus sur les attaques. Aucun point n'est inscrit. Les choses sérieuses débutent pour les Falcons dès le deuxième quart-temps via running back Devonta Freeman qui à la course déflore la marque inscrivant le premier touchdown. La défense d'Atlanta force et recouvre un fumble de Legarette Blount et punit immédiatement l'erreur adverse le deuxième touchdown de la rencontre, cette fois à la suite d'une passe de 19 yards de Matt Ryan (17/23 passes réussies, 284 yards, 2 touchdowns, évaluation de 144.1) vers son tight end Austin Hooper. Sur la série offensive suivante, l'équipe de la Nouvelle-Angleterre bénéficie de pénalités adverses pour progresser. Les courses viennent buter sur la défense des Falcons et les passes n'arrivent pas. Finalement, alors que les Patriots se trouvent dans le camp adverse à mi-chemin de l'en-but, Tom Brady se fait intercepter et directement punir par un pick-six de 84 yards des œuvres du cornerback Robert Alford : 21 à rien. Les supporteurs des Patriots sont groggy. Leur franchise ne joue pas à son niveau habituel mais elle parvient finalement à sauver l'honneur à quelques secondes de la fin de la première mi-temps grâce à un field goal de 41 yards.
Les Falcons mènent à la mi-temps 21 à 3. Après le spectacle, certains téléspectateurs vont éteindre leur télévision pensant que tout est déjà joué, le plus grand retournement de situation en Super Bowl étant jusque-là de 10 points. Dans sa suite, le propriétaire des Patriots Robert Kraft et son fils voient la défaite se profiler et se demandent si Tom Brady a abandonné ses espoirs de victoires.
Atlanta recommence la seconde mi-temps par un drive impressionnant se concluant par un touchdown de Tevin Coleman puis suivi de la conversion de Matt Bryant : 28 à 3. Les Patriots, sur le drive suivant, réduisent l'écart mais la conversion est manquée par Stephen Gostkowski, 28 à 9. Ils tentent l'onside kick mais le ballon est récupéré par les Falcons sur la ligne des 46 yards des Patriots. Cependant, aucun point ne sera plus inscrit dans le troisième quart-temps.
En quatrième quart-temps, la défense des Falcons tient (tout particulièrement grâce au defensive tackle Grady Jarrett qui s'illustre avec 5 plaquages et 3 sacks) et limite les Patriots à un nouveau field goal : 28 à 12. Avec un déficit de 16 points et 9 minutes 44 secondes de temps à jouer, ESPN estime que les Falcons ont 99,6 % de chance de gagner. Atlanta commence à vouloir user du temps en favorisant le jeu à la course. Matt Ryan est alors forcé au fumble par Dont'a Hightower ce qui permet aux Patriots de reprendre le jeu sur la ligne des 25 yards adverses à 8 minutes de la fin du match. De suite, Danny Amendola servi par Brady inscrit le touchdown et la tentative de conversion à 2 points est réussie par James White : 20 à 28. Le match est relancé et il reste 5:56 minutes de jeu. Les Falcons sur le drive suivant réussissent deux big play, tout d'abord sur une course de 39 yards de Devonta Freeman et ensuite sur une réception de Julio Jones ce qui met les Falcons à portée de field goal. Il s'ensuit alors un sack et une pénalité contre les Falcons qui doivent rendre le ballon. Tout redevient possible alors qu'il reste 3 minutes et 30 secondes.
Le stade résonne des Brady, Brady scandés par ses fans. Le drive débute aux 9 yards. Après deux premiers down, Brady lance une passe dans l'axe qui, bien que déviée, est réceptionnée au milieu de trois défenseurs par WR Julian Edelman. Le momentum a changé de camp. Les Patriots arrivent à un yard de la ligne d'en-but et inscrivent un touchdown à la course par RB James White : 2 points d'écart. La tension est à son maximum et la tentative à deux points est réussie. Égalité à 57 secondes de la fin. On a assisté à un incroyable retournement de situation. Plus rien n'est inscrit et pour la première fois de l'histoire, un Super Bowl va se jouer en prolongation.
Les Patriots gagnent le toss et décident de recevoir le ballon. Ils commencent leur drive sur leur ligne des 25 yards après un touchback. En cinq passes, Brady amène son équipe sur la ligne des 25 yards adverses. Une course de James White les conduit sur celle des 15 yards. Une passe est non complétée vers Martellus Bennett mais une interférence adverse est sifflée contre Atlanta. Les Patriots se retrouvent à deux yards de la ligne d'en-but. Après une passe incomplète à nouveau lancée vers Bennett et presque interceptée par Vic Beasley, Brady cède le ballon à James White lequel effectue une course vers la droite. Dans un dernier effort, il plonge et aplati le ballon sur la ligne pour un touchdown.
Les Patriots de la Nouvelle-Angleterre remportent le Super Bowl LI après avoir surmonté un déficit de 25 points.
| QT          | Temps       | Drive       | Drive       | Drive       | Équipe      | Description de l'action | Score | Score |
|             |             | Jeux        | Yards       | TDP         |             | | NE    | ATL   |
| 2           | 12:20       | 5           | 71          | 01:53       | ATL         | Touchdown à la suite d'une course de 5 yards par RB Devonta Freeman + 1 point de conversion par K Matt Bryant                                                     | 0     | 7     |
| 2           | 08:55       | 5           | 62          | 01:49       | ATL         | Touchdown de 19 yards par TE Austin Hooper à la suite d'une réception de passe de Matt Ryan + 1 point de conversion par Matt Bryant                               | 0     | 14    |
| 2           | 02:36       | -           | -           | -           | ATL         | Touchdown à la suite d'une interception retournée sur 82 yards par CB Robert Alford + 1 point de conversion par K Matt Bryant                                     | 0     | 21    |
| 2           | 00:05       | 10          | 52          | 02:19       | NE          | Field goal de 41 yards par K Stephen Gostkowski | 3     | 21    |
| 3           | 08:36       | 8           | 85          | 04:14       | ATL         | Touchdown de 6 yards par Tevin Coleman à la suite d'une réception de passe courte de Matt Ryan suivie d'une course + 1 point de conversion par K Matt Bryant      | 3     | 28    |
| 3           | 02:12       | 11          | 52          | 02:19       | NE          | Touchdown de 5 yards par RB James White à la suite d'une réception de passe courte de Tom Brady mais la conversion à 1 point est manquée par K Stephen Gostkowski | 9     | 28    |
| 4           | 09:44       | 12          | 72          | 05:07       | NE          | Field goal de 33 yards par K Stephen Gostkowski | 12    | 28    |
| 4           | 05:56       | 5           | 25          | 02:28       | NE          | Touchdown de 6 yards par WR Danny Amendola à la suite d'une réception de passe de Tom Brady + 2 points de conversion à la suite d'une course de RB James White    | 20    | 28    |
| 4           | 00:57       | 10          | 91          | 02:33       | NE          | Touchdown à la suite d'une course de 1 yard par RB James White + 2 points de conversion à la suite d'une passe de Tom Brady réceptionnée par WR Danny Amendola    | 28    | 28    |
| ET          | 11:02       | 8           | 75          | 03:58       | NE          | Touchdown à la suite d'une course de 2 yards par RB James White                                                                                                   | 34    | 28    |
| Score final | Score final | Score final | Score final | Score final | Score final | Score final | 34    | 28    |

## Statistiques et records

### Statistiques de la rencontre
| Meilleur joueur (MVP) | Meilleur joueur (MVP) | Meilleur joueur (MVP) |
| --------------------- | --------------------- | --------------------- |
| Nom                   | Équipe                | Poste                 |
| Tom Brady             | Nouvelle-Angleterre   | QB                    |

| Statistiques par équipe                | Statistiques par équipe | Statistiques par équipe |
| Statistiques                           | NE                      | ATL                     |
| -------------------------------------- | ----------------------- | ----------------------- |
| 1er down                               | 37                      | 17                      |
| 1er down à la course                   | 7                       | 3                       |
| 1er down à la passe                    | 26                      | 13                      |
| 1er down suite pénalité                | 4                       | 1                       |
| Conversion de 3e down                  | 7/14 (50%)              | 1/8 (12,5%)             |
| Conversion de 4e down                  | 1/1                     | 0/0                     |
| Jeux–yards                             | 93 jeux/546 yards       | 46 jeux/344 yards       |
| Yards à la course                      | 104                     | 104                     |
| Yards à la passe                       | 442                     | 240                     |
| Passes : Réussies-Tentées-Interceptées | 43/63, 1 int.           | 17/23, 0 int.           |
| Réussite en zone rouge/chances         | 4/6 (67%)               | 3/3 (100%)              |
| Touchdowns                             | 4                       | 4                       |
| Field Goals                            | 2/2                     | 0/0                     |
| Sacks (Nombre-Yards gagnés)            | 5/44 yards              | 5/24 yards              |
| Fumbles (Nombre/Perdus)                | 1/1                     | 1/1                     |
| Pénalités (Nombre/Yards perdus)        | 4/23                    | 9/65                    |
| Temps de possession                    | 40:31                   | 23:27                   |

| Statistiques individuelles |                  |                                                                                               |
| Quaterbacks                |                  |                                                                                               |
| NE                         | Tom Brady        | 43/62 passes réussies, 466 yards, 5 sacks subis, 2 touchdowns, 1 int., évaluation QB de 95,2  |
| ATL                        | Matt Ryan        | 17/23 passes réussies, 284 yards, 5 sacks subis, 2 touchdowns, 0 int., évaluation QB de 144,1 |
| Meilleurs coureurs         |                  |                                                                                               |
| NE                         | LeGarrett Blount | 11 courses pour 31 yards                                                                      |
| ATL                        | Devonta Freeman  | 11 courses pour 75 yards, 1 touchdown                                                         |
| Meilleurs receveurs        |                  |                                                                                               |
| NE                         | James White      | 14/16 réceptions pour 110 yards, 1 touchdown                                                  |
| ATL                        | Julio Jones      | 4/4 réceptions pour 87 yards                                                                  |
| Meilleurs tackleurs        |                  |                                                                                               |
| NE                         | Trey Flowers     | 4 tacles en solo et 2 assistes, 2,5 sacks pour 26,5 yards gagnés                              |
| ATL                        | Keanu Neal       | 9 tacles en sol et 4 assistes                                                                 |

### Records
| Records établis à l'occasion du Super Bowl LI,                                | Records établis à l'occasion du Super Bowl LI, | Records établis à l'occasion du Super Bowl LI,                                              |
| ----------------------------------------------------------------------------- | ---------------------------------------------- | ------------------------------------------------------------------------------------------- |
| + de participations comme joueur au Super Bowl                                | 7                                              | Tom Brady (Nouvelle-Angleterre)                                                             |
| + de titres MVP en Super Bowl                                                 | 4                                              | Tom Brady (Nouvelle-Angleterre)                                                             |
| + de tentatives de passe par un joueur lors d'un Super Bowl                   | 62                                             | Tom Brady (Nouvelle-Angleterre)                                                             |
| + de passes réussies par un joueur lors d'un Super Bowl                       | 43                                             | Tom Brady (Nouvelle-Angleterre)                                                             |
| + de yards gagnés à la passe par un joueur lors d'un Super Bowl               | 466                                            | Tom Brady (Nouvelle-Angleterre)                                                             |
| + de passes tentées sur la carrière par un joueur en Super Bowl               | 309                                            | Tom Brady (Nouvelle-Angleterre)                                                             |
| + de passes complétées sur la carrière par un joueur en Super Bowl            | 207                                            | Tom Brady (Nouvelle-Angleterre)                                                             |
| + de yards gagnés à la passe sur la carrière par un joueur en Super Bowl      | 2 071                                          | Tom Brady (Nouvelle-Angleterre)                                                             |
| + de touchdowns inscrits sur la carrière par un joueur en Super Bowl          | 15                                             | Tom Brady (Nouvelle-Angleterre)                                                             |
| + de participations comme entraîneur principal au Super Bowl                  | 7                                              | Bill Belichick (Nouvelle-Angleterre)                                                        |
| + de Super Bowls gagnés par un entraîneur principal                           | 5                                              | Bill Belichick (Nouvelle-Angleterre)                                                        |
| + de Super Bowls gagnés par un quarterback                                    | 5                                              | Tom Brady (Nouvelle-Angleterre)                                                             |
| + de points marqués par un joueur lors d'un Super Bowl                        | 20                                             | James White (Nouvelle-Angleterre)                                                           |
| + de réceptions par un joueur lors d'un Super Bowl                            | 14                                             | James White (Nouvelle-Angleterre)                                                           |
| + de participation par une franchise au Super Bowl                            | 9                                              | Patriots de la Nouvelle-Angleterre                                                          |
| + gros comeback par une franchise de l’histoire du Super Bowl                 | 25 pts                                         | Patriots de la Nouvelle-Angleterre                                                          |
| + de points marqués en prolongation par une franchise lors d'un Super Bowl    | 6                                              | Patriots de la Nouvelle-Angleterre                                                          |
| + de 1st-down acquis par une franchise sur un Super Bowl                      | 37                                             | Patriots de la Nouvelle-Angleterre                                                          |
| + de 1st-down acquis à la passe par une franchise sur un Super Bowl           | 93                                             | Patriots de la Nouvelle-Angleterre                                                          |
| + d'actions offensives par une franchise sur un Super Bowl                    | 63                                             | Patriots de la Nouvelle-Angleterre                                                          |
| + de passes réussies par une franchise sur un Super Bowl                      | 43                                             | Patriots de la Nouvelle-Angleterre                                                          |
| + de yards à la passe par une franchise sur un Super Bowl                     | 422                                            | Patriots de la Nouvelle-Angleterre                                                          |
| + de 1st-down cumulés par les deux franchises lors d'un Super Bowl            | 54                                             | Patriots de la Nouvelle-Angleterre et Falcons d'Atlanta                                     |
| + de 1st-down cumulés à la passe par les deux franchises lors d'un Super Bowl | 39                                             | Patriots de la Nouvelle-Angleterre et Falcons d'Atlanta                                     |
| + de yards à la passe cumulés par les deux franchises lors d'un Super Bowl    | 682                                            | Patriots de la Nouvelle-Angleterre et Falcons d'Atlanta                                     |
| Records égalés à l'occasion du Super Bowl LI                                  |                                                |                                                                                             |
| + de Super Bowls gagnés par un joueur                                         | 5                                              | Tom Brady (Nouvelle-Angleterre) Charles Haley (49ers de San Francisco et Cowboys de Dallas) |
| + de touchdowns inscrits par un joueur lors d'un Super Bowl                   | 3                                              | James White (Nouvelle-Angleterre)                                                           |
| + de sacks par un joueur sur un Super Bowl                                    | 3                                              | Grady Jarrett (Atlanta)                                                                     |
| + de conversion à 2 points lors d'un Super Bowl                               | 2                                              | Patriots de la Nouvelle-Angleterre                                                          |

## Aspects extra-sportifs

### Spectacle de la mi-temps

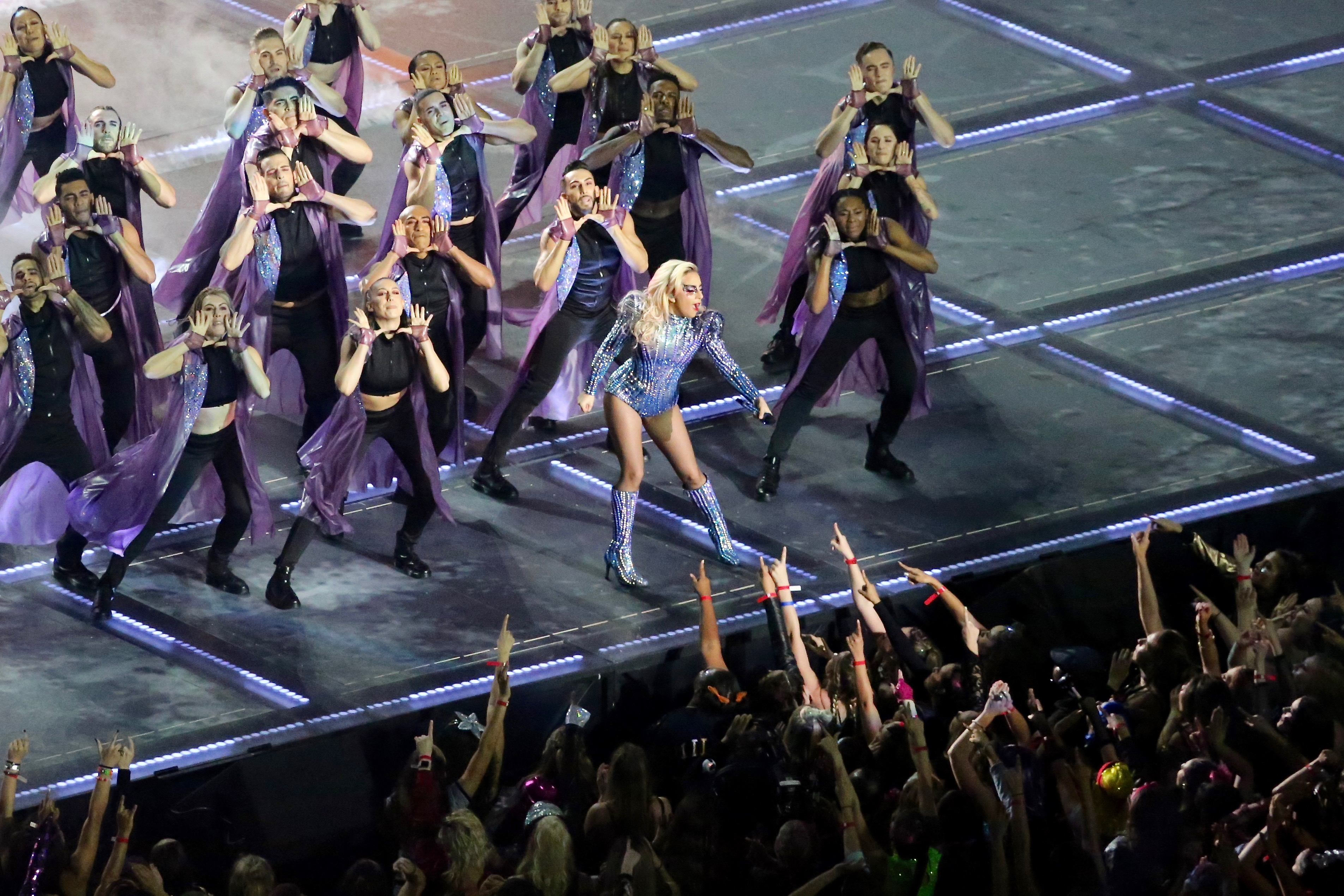
Lady Gaga et ses danseurs réalisent le spectacle de la mi-temps du Super Bowl LI.

Choisie pour faire le spectacle de la mi-temps du Super Bowl LI, Lady Gaga débute sa performance depuis le toit du stade NRG Stadium. De cette position particulière, elle chante a cappella les deux chants patriotiques God Bless America et This Land Is Your Land, avant de citer la conclusion du serment d'allégeance au drapeau des États-Unis « one nation indivisible »,. Après un impressionnant saut jusqu'à une plateforme en contrebas, l'artiste enchaîne ses chansons à succès pendant le reste du spectacle de treize minutes : Poker Face, Born This Way, Telephone, Just Dance, Million Reasons et Bad Romance. Elle conclut cette dernière chanson par un saut qui la fait disparaître des écrans. Cette performance individuelle, sans invité, est jugée comme « extrêmement athlétique » par le New York Times. Ce rythme élevé n'a connu un léger répit que lorsque'elle joue au piano et chante Million Reasons devant un public agitant des torches lumineuses oranges. Elle en profite même pour saluer ses parents,.
Lady Gaga, soutien d'Hillary Clinton pendant la campagne présidentielle 2016 n'utilise pas cette tribune pour faire passer un message à l'encontre de Donald Trump ce qui lui vaut les critiques de plusieurs médias comme le Los Angeles Times. Selon Variety, sa performance a été placée sous les thèmes de « l'unité et la paix »,.

### Couverture médiatique
Le Super Bowl LI est télévisé aux États-Unis par la Fox, et Fox Deportes,,. Le 12 janvier 2017, la Fox annonce l'introduction d'une nouvelle fonctionnalité appelée Be The Player qui va permettre une révision instantanée d'une action de jeu telle que vue par un joueur sur le terrain. Ce système utilise une technologie développée par Intel qui fait appel aux images de 38 caméras installées autour du terrain et qui permettent de reconstituer la vue d'un joueur sans faire appel à une caméra portée par ce joueur.
La Fox a fixé à 5 millions de $ le prix d'une publicité de 30 secondes pendant le Super Bowl, soit le même montant fixé par CBS pour le Super Bowl 50. La société Snickers a annoncé que pour la première fois dans l'histoire du Super Bowl, elle allait présenter une publicité en direct pendant le match tandis que Nintendo diffusera une annonce mettant en vedette sa prochaine console de jeu le Nintendo Switch.

### Vol du maillot de Tom Brady
Dans les minutes suivant la célébration du sacre, le maillot de Tom Brady est volé dans les vestiaires du NRG Stadium. Deux semaines plus tard, la police évalue la valeur du maillot à 500 000 dollars,. Le 21 mars, il est retrouvé par le Federal Bureau of Investigation, ainsi qu'un autre maillot du joueur, celui du Super Bowl XLIX, au Mexique,. Fox Sports dévoile que le voleur est un journaliste accrédité qui a été identifié sur les vidéos du stade,.